# Antoni Despuig i Dameto
Antoni Despuig i Dameto (Palma, 30 de març de 1745 – Lucca, Regne d'Etrúria, actualment Itàlia, 2 de maig de 1813 va ser un bisbe i cardenal mallorquí.
Novè fill, tercer dels barons, de Ramon Despuig i Cotoner, tercer comte de Montenegro i cinquè comte de Montoro, i de la seva esposa Maria Dameto i Sureda de Sant Martí, filla del setè marquès de Bellpuig. Nasqué al palau de Can Montenegro, tothora existent.
Feu els primers estudis amb preceptors privats i seguidament als jesuïtes de Monti-Sion de Palma, on obtingué el títol d'humanitats. Malgrat els seus desigs d'emprendre la carrera militar, el seu pare el destinà al clergat. El 1760 rebé la tonsura eclesiàstica i l'any següent un benefici a la catedral de Mallorca. El 1764 es llicencià en filosofia a l'Estudi General Lul·lià i tot seguit abandonà els estudis per traslladar-se a la casa familiar de Montoro de Mezquita, al Maestrat aragonès, on es dedicà a escriure i a traduir. Cinc anys després rebé els ordes menors. A Alcanyís fou ordenat sotsdiaca el 21 de setembre de 1771 i sacerdot el 3 de juliol de 1774 de mans de Juan Sáenz de Buruaga, arquebisbe de Saragossa.
Aquell mateix 1774 fou nomenat canonge de la catedral de Mallorca, càrrec que ocupà per poders, puix que s'havia traslladat a l'estranger. Efectivament, la canongia comportava el dret de viatjar, i Despuig visità França, Itàlia, Alemanya, els Països Baixos i Anglaterra amb intenció de resseguir les ciutats on s'havien celebrat concilis i estudiar-ne les actes. Durant aquests viatges va tenir força contactes amb els moviments il·lustrats europeus i anà consolidant una amplíssima cultura i el domini de diverses llengües.
El 1777 tornà a Mallorca amb el nomenament de jutge conservador i vicari apostòlic de l'Orde de Sant Joan de Jerusalem a l'illa. Allí intervingué en la fundació de la Societat Econòmica d'Amics del País i organitzà la seva escola de pintura, de la qual el 1778 fou nomenat censor. L'1 de juny de 1779 es doctorà en dret civil i canònic per la Universitat Lul·liana de Mallorca, de la qual esdevindria rector de 1783 a 1785. El 1780 havia estat nomenat vicari episcopal dels exèrcits de mar i terra a les illes i el 1782 havia ingressat a la Reial Acadèmia de Belles Arts de San Fernando de Madrid. A la possessió de Raixa, propietat del seu germà Joan, l'hereu, fundà una important biblioteca i reuní una esplèndida col·lecció d'obres d'art, que sostingué i nodrí durant tota la seva vida i que ara es pot visitar parcialment al Castell de Bellver. Anys més tard, hi feu traslladar troballes de les excavacions que endegà a la localitat italiana d'Arícia. Havia protegit el sacerdot i geògraf Julià Ballester i el gravador Josep Muntaner perquè confeccionessin un mapa de l'illa de Mallorca (1785) que és conegut amb el seu nom.
El 7 de maig de 1785 fou nomenat auditor per al regne d'Aragó del Tribunal de la Rota Romana, i es traslladà a Roma. Allí promogué la beatificació de santa Catalina Tomàs, de la qual havia escrit una biografia, però que no aconseguí fins força anys més tard (1792). De Roma estant i sempre per poders, accedí als càrrecs de xantre del capítol catedralici de la catedral de Mallorca (1786) i de bisbe d'Oriola (1791). El consagraren bisbe a l'Església de Santa Maria de Montserrat dels Espanyols de la Ciutat Eterna el 29 de setembre de 1791, i tanmateix fins a finals de març de l'any següent no visità la diòcesi oriolana.
A primers de l'any 1794 a la ciutat de València, a conseqüència de la decisió de l'arquebisbe Francisco Fabián y Fuero d'acollir més de sis-cents capellans fugitius dels fets revolucionaris de França, hi hagué força aldarulls. El capità general Vicente Vera d'Aragón, duc de la Roca, en culpà el bisbe Fabián i el feu detenir, alhora que nomenava Despuig arquebisbe de València. Despuig s'hi presentà immediatament i prengué possessió de l'arxidiòcesi. A indicació del rei Carles IV, el papa Pius VI, acabà per confirmar-lo en el nou càrrec l'1 de juny de 1795. Tanmateix Despuig pogué copsar de seguida l'hostilitat dels valencians que el consideraven un intrús, per la qual cosa demanà el trasllat al rei. Només sis mesos després era nomenat arquebisbe de Sevilla.

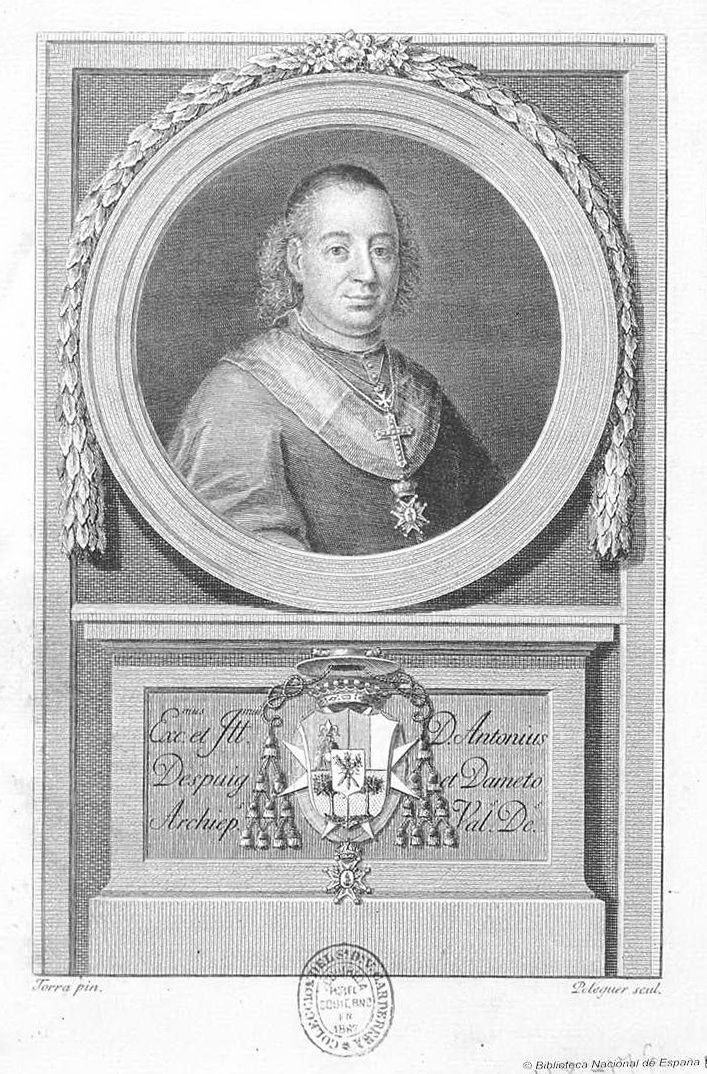
Retrat d'Antoni Despuig i Dameto fet per Manuel Peleguer. Aquest retrat és datable el segon semestre de 1795, el breu període que Despuig fou arquebisbe de València.

Poc temps romangué també a la capital andalusa, atès que el 1796 el ministre Manuel Godoy, sobre el qual havia intentat obrir un procés inquisitorial per bigàmia i ateisme, l'envià a Itàlia amb l'arquebisbe de Toledo Francisco Antonio de Lorenzana y Butrón en missió diplomàtica davant del papa. Un cop arribats a Roma, Despuig sabé que tenien instruccions precises de no tornar mai més a la península. Pius VI el nomenà patriarca titular d'Antioquia (1799) tot mantenint-li formalment l'arquebisbat de Sevilla, però Despuig en dimití ben aviat a canvi dels substanciosos càrrecs d'ardiaca de la catedral de València i de canonge de Talavera de la metropolitana de Toledo, sempre ocupats a distància.
El nou papa Pius VII, en el consistori de juliol de 1803, el proclamà cardenal-prevere del títol de S. Callisto i arxipreste de la Basílica de Santa Maria Major. Des de 1808 fins a la seva mort, Despuig seria provicari i després vicari general de Sa Santedat per a la diòcesi de Roma i camarlenc de la Santa Església Romana.
Quan el 1809 Napoleó I ocupà per segon cop els Estats Pontificis i desterrà Pius VII a Savona i després a Fontainebleau, Despuig l'acompanyà. A França, fou un dels tretze cardenals que es negaren públicament a assistir a les segones noces de l'emperador amb l'arxiduquessa Maria Lluïsa d'Àustria. La reacció fou de no permetre'ls d'exhibir la dignitat cardenalícia -se'ls anomenava "cardenals negres" perquè, entre altres coses, no podien usar la vestimenta de color porpra-. Tanmateix Despuig no fou confinat a una ciutat francesa com els altres dotze refractaris, sinó que a causa del seu precari estat de salut i a instàncies de l'arquebisbe de Lió, el seu amic el cardenal Joseph Fesch, que era oncle de Napoleó, fou autoritzat a tornar a Itàlia i anar a prendre les aigües a Lucca, aleshores un principat annexat al Regne d'Etrúria, estat titella que l'emperador havia creat per a la seva germana Elisa. Despuig hi morí i fou sebollit a la catedral de Sant Martí d'aquesta ciutat toscana, mentre el seu cor era traslladat a Palma.
No fou fins al 1993 que les seves restes foren traslladades a Mallorca i enterrades a l'església de Santa Magdalena de Palma, al costat de les de santa Catalina Tomàs. El 2005 fou erigida a la plaça davant d'aquesta església una estàtua d'Antoni Despuig, obra de l'escultor Damià Ramis Caubet.